# Institut Catòlic d'Administració i Direcció d'Empreses
L'Institut Catòlic d'Administració i Direcció d'Empreses, més conegut pel seu acrònim ICADE, (en castellà: Instituto Católico de Administración y Dirección de Empresas, ICADE) és una institució educativa desapareguda en 1978 quan es va integrar en la Universitat Pontifícia de Comillas donant lloc a dues facultats d'aquesta universitat: la Facultat de Dret (ICADE) i la Facultat de Ciències Econòmiques i Empresarials (ICADE).
En l'actualitat, segons el Manual d'Identitat Corporativa de la Universitat Pontifícia Comillas, només es pot afegir aquest acrònim, entre parèntesis, a continuació del nom oficial de cadascuna d'aquestes dues facultats, en record al nom de la institució desapareguda.

## Història
La marxa de l'ICADE comença el 1956, època en la qual desenvolupa les seves activitats a l'empara del Col·legi Universitari del Bon Consell, un seminari tècnic de direcció d'empreses. Al principi, es limità la formació a postgraduats que desitgen accedir a llocs directius de les empreses.
L'any 1960 s'uní a l'ICAI per formar l'ICADE-ICAI. Aquell mateix any inaugurà el seu programa estrella: l'E-3. Aquest exigent programa d'estudis combina les dues llicenciatures: Ciències Econòmiques i Empresarials amb la de Dret. D'aquest forma, es convertí en la primera institució acadèmica d'Espanya a oferir un programa conjunt d'aquest tipus.
L'any 1978, l'ICADE-ICAI s'integrà a la Universitat Pontifícia de Comillas. La marca ICADE s'annexà a dues facultats de la universitat.

## Antics alumnes
- Juan Fernández-Armesto Fernández-España